# Carl Fredrik Mennander
Carl Fredrik Mennander (né le 19 juillet 1712 à Stockholm - mort le 22 mai 1786 à Uppsala) est un professeur et homme d'église luthérien suédois. Il a été évêque de Turku, en Finlande, de 1757 à 1775, puis archevêque d'Uppsala de 1775 à sa mort.

## Biographie
Carl Fredrik Mennander est arrivé comme étudiant à l'université d'Uppsala en 1731 et a fait la connaissance du botaniste Carl von Linné. En 1735, il se rend à Turku, en Finlande, et termine ses études par une maîtrise de lettres. Il reste à Turku pendant quinze ans, et y apporte plusieurs améliorations importantes au sein du système scolaire et des installations hospitalières.
Il y fut ordonné prêtre et enseigna la physique. En 1757, il est consacré évêque de Turku. En 1775, il est élu archevêque d'Uppsala par le chapitre de la cathédrale et s'installe dans cette ville.
Il s'est fortement engagé dans les affaires de l'université d'Uppsala et a publié de nombreuses contestations, discours et mémoires. À sa mort, il avait rassemblé l'une des plus belles collections de livres de son temps. Il a été membre de l'Académie royale des sciences de Suède à partir de 1744. 